# Arcos de Valdevez
Arcos de Valdevez ('aɾkuʃ dɨ vaɫdɨ'veʃ) è un comune portoghese di 24.761 abitanti situato nel distretto di Viana do Castelo.

## Storia
La cittadina della regione del Minho centro agricolo e di mercato, era fino al secolo XII un insediamento strategico al confine con la Galizia. È attraversata dal fiume Vez affluente del Limia sul quale un ponte unisce le due parti della città San Salvador sulla riva destra del fiume e San Paio sulla riva di sinistra.
Secondo la tradizione qui nel 1140 si sarebbe svolta una storica sfida cavalleresca fra Dom Afonso Henriques e il re Alfonso VII de Leon. Non si sa se sia stata una sfida fra cavalieri finita nella lotta fra i due eserciti o fin dall'inizio sia stata una battaglia, comunque la tradizione popolare parla di tanto sangue che il fiume Vez versava nel rio Lima più sangue che acqua. Questo episodio è considerato l'inizio della lunga lotta per l'indipendenza del Portogallo. Nella guerra di Restaurazione il generale spagnolo Pandoja ordinò l'incendio della città che fu ridotta in cenere. La città conserva alcuni monumenti antichi: la Igreja de Lapa del Settecento e la Casa da Torre dello stesso periodo.

## Geografia fisica
Costeggiando il fiume Vez affluente del Lima a meno di 10 km a sud si trova il centro di Ponte da Barca antico insediamento sul fiume Lima attraversato da un ponte a dieci arcate originario del Medioevo e ricostruito nel 1621. Ponte da Barca ebbe importanza come più alto approdo per la navigazione sul Lima.
A una ventina di km ad est c'è il Parque Nacional da Peneda-Geres di 72.000 ha. che occupa una vasta zona montuosa nella parte nord occidentale del Portogallo fra le regioni del Minho e del Tras-os-Montes. Nel suo territorio si trovano alture rocciose, pascoli e boschi.

## Società

### Evoluzione demografica
| Popolazione di Arcos de Valdevez (1801 – 2004) | Popolazione di Arcos de Valdevez (1801 – 2004) | Popolazione di Arcos de Valdevez (1801 – 2004) | Popolazione di Arcos de Valdevez (1801 – 2004) | Popolazione di Arcos de Valdevez (1801 – 2004) | Popolazione di Arcos de Valdevez (1801 – 2004) | Popolazione di Arcos de Valdevez (1801 – 2004) | Popolazione di Arcos de Valdevez (1801 – 2004) | Popolazione di Arcos de Valdevez (1801 – 2004) |
| ---------------------------------------------- | ---------------------------------------------- | ---------------------------------------------- | ---------------------------------------------- | ---------------------------------------------- | ---------------------------------------------- | ---------------------------------------------- | ---------------------------------------------- | ---------------------------------------------- |
| 1801                                           | 1849                                           | 1900                                           | 1930                                           | 1960                                           | 1981                                           | 1991                                           | 2001                                           | 2004                                           |
| 21435                                          | 25824                                          | 31968                                          | 32163                                          | 38739                                          | 31156                                          | 26976                                          | 24761                                          | 24635                                          |

## Freguesias
| - Aboim das Choças - Aguiã - Alvora - Ázere - Cabana Maior - Cabreiro - Carralcova - Cendufe - Couto - Eiras - Ermelo - Extremo - Gavieira - Giela - Gondoriz - Grade - Guilhadeses | - Loureda - Madalena de Jolda - Mei - Miranda - Monte Redondo - Oliveira - Paçô - Padroso - Parada - Portela - Prozelo - Rio Cabrão - Rio de Moinhos - Rio Frio - Sá - Sabadim - Salvador | - Salvador de Padreiro - Santa Cristina de Padreiro - Santa Maria de Távora - Santar - São Cosme e São Damião - São Jorge - São Paio - São Paio de Jolda - São Vicente de Távora - Senharei - Sistelo - Soajo - Souto - Tabaçô - Vale - Vila Fonche - Vilela |